# Gledzianówek
Gledzianówek [pronunciación en polaco: /ɡlɛd͡ʑaˈnuvɛk/] es un pueblo en el distrito administrativo de Gmina Witonia, dentro del Distrito de Łęczyca, Voivodato de Łódź, en Polonia central. Se encuentra aproximadamente 4 kilómetros al sudeste de Witonia, 14 kilómetros al noreste de Łęczyca, y 40 kilómetros al norte de la capital regional, Łódź.